# Pedro Paradiso
Pedro Anibal Paradiso Sottile (Azul, Buenos Aires, Argentina. 30 de enero de 1973) es un abogado, defensor de derechos humanos, docente y militante de la comunidad LGBTIQ+, con una extensa trayectoria de compromiso y lucha en el ámbito de los Derechos Humanos.
Fue declarado Personalidad destacada de los Derechos Humanos de la Ciudad de Buenos Aires el 11 de julio de 2024.

## Activismo
Desde muy temprano comenzó a interiorizarse en la problemática de las personas con VIH, siendo el único representante de la comunidad gay latinoamericana seleccionado para participar de las Jornadas Latinoamericanas para la Formación de Líderes Juveniles para la Prevención del VIH organizadas por el Comité Latinoamericano de Integración de los Parlamentos Municipales en 1992. 
Inmerso ya en el trabajo en la divulgación y prevención del VIH, llevó adelante diversas acciones que se convirtieron en un punto de inflexión, como la organización de la primera conferencia sobre homosexualidad y sexualidad en la Facultad de Derecho de la Universidad Nacional de Rosario. 
En 1994 fundó, en la ciudad de Rosario, el “Colectivo Arco Iris”. Una organización emblemática que promovió los derechos de las personas LGBTIQ+, realizando en 1996 el primer Encuentro Nacional de organizaciones de la diversidad sexual en Argentina. Dicha organización, en 2018, fue declarada por el Honorable Concejo Municipal de Rosario como institución distinguida por su invalorable aporte a la defensa y ampliación de los derechos de la comunidad LGBTIQ+. En 2021 se aprobó por ordenanza que una calle de la ciudad de Rosario lleve el nombre “Colectivo Arco Iris” en su homenaje y memoria histórica. 
Pedro recibió Diploma de Honor del Senado de la Nación Argentina en reconocimiento por su aporte en la Jornada “Reforma integral" de la Ley 23.798 de lucha contra el síndrome de inmunodeficiencia adquirida (VIH/sida)
En su lucha por la ampliación de derechos de la comunidad LGBT se destacan sus roles como Presidente del Colectivo Arco Iris, Presidente de la Comunidad Homosexual Argentina , además de ser miembro de la comisión directiva, Secretario y coordinador del área jurídica de dicha organización durante 20 años; Copresidente de la Equal Rights Coalition (ERC) de Naciones Unidas y miembro de su Comité Ejecutivo, Miembro de la Comisión Directiva de la Red Iberoamericana de Organismos y Organizaciones contra la Discriminación (RIOOD); fundador y director de la Red de Juristas LGTBI de América Latina y el Caribe; Secretario Regional y Director Ejecutivo de la Asociación Internacional de Lesbianas, Gays, Bisexuales, Trans e Intersex para América Latina y el Caribe (ILGALAC); fundador y Presidente de la Fundación Igualdad.
Pedro Paradiso Sottile disertó, ante el Grupo de Trabajo Latinoamericano y el Caribe (GRULAC) de la Comisión de Derechos Humanos de las Naciones Unidas (ONU), sobre la situación de las personas de la diversidad sexual en América Latina y la relevancia de una resolución para la no discriminación por orientación sexual e identidad de género. Tuvo un lugar protagónico en la construcción de la propuesta de Resolución presentada por Brasil para incluir la no discriminación por orientación sexual que se presentó en la Sesión N.º 60 de la Comisión de Derechos Humanos de la ONU en Ginebra (Suiza). 
Por primera vez en la historia y gracias a la colaboración de la Asamblea Permanente por los Derechos Humanos (APDH) un representante argentino de la comunidad homosexual pudo tomar la palabra e intervenir en la sesión del organismo internacional. Su  participación fue clave también en la adopción por primera vez en la historia de la Asamblea General de las Naciones Unidas en Nueva York de la Declaración de la ONU sobre Orientación Sexual e Identidad de Género (SOGI) de diciembre de 2008 que condena la violencia, el acoso, la discriminación, la exclusión, la estigmatización y el prejuicio. También condena los asesinatos y ejecuciones, las torturas y arrestos arbitrarios y la privación de los derechos económicos, sociales y culturales por estos motivos. 
Por su trayectoria fue galardonado y reconocido en múltiples ocasiones. Ha sido autor de numerosas publicaciones, investigaciones, informes y estudios sobre los derechos de las personas LGBTIQ+ a nivel nacional, regional e internacional. 

## Vida personal
En su vida personal, Pedro está casado con Matías Bertiche, siendo ambos los padres de Eva y Daniel, con quienes se adoptaron y formaron familia en 2017.

## Participaciones como activista
- Miembro de la Comisión Directiva en la Comunidad Homosexual Argentina (CHA)
- Secretario de la Comunidad Homosexual Argentina (CHA)
- Coordinador del Área Jurídica de la Comunidad Homosexual Argentina (CHA)
- Director Ejecutivo de la Asociación Internacional de Lesbianas, Gays, Bisexuales, Trans e Intersex para América Latina y el Caribe (ILGALAC)
- Copresidente de la Equal Rights Coalition (ERC) y miembro del Comité Ejecutivo
- Miembro de la Comisión Directiva de la Red Iberoamericana de Organismos y Organizaciones contra la Discriminación (RIOOD)
- Fundador y Director de la Red de Juristas LGTBI de América Latina y el Caribe
- Director del Programa Acceso a la Justicia de ILGALAC para América Latina y el Caribe
- Secretario Regional Gay de la Asociación Internacional de Lesbianas, Gays, Bisexuales, Trans e Intersex para América Latina y el Caribe (ILGALAC) 2010-2014
- Miembro Consejo Mundial ILGA - Asociación Internacional de Lesbianas, Gays, Bisexuales, Trans e Intersex 2010-2014
- Miembro de la Clínica Jurídica de la Facultad de Derecho de la Universidad de Palermo, Ciudad de Buenos Aires, 2001-2005.
- Miembro de la Comisión Organizadora de la Marcha del Orgullo LGTBIQ de la Ciudad Autónoma de Buenos Aires.
- Miembro Fundador y Presidente de la ONG “Colectivo Arco Iris” de la Ciudad de Rosario, 1994.
- Organizador del Primer Encuentro Nacional de las Minorías Sexuales, Ciudad de Rosario, 1996
- Miembro Fundador y Organizador de los Primeros Juegos Gays de Argentina, Rosario 1999.
- Fundador y Presidente de “Proyecto Triángulo” de la Ciudad Autónoma de Buenos Aires, agosto de 2000
- Miembro del Comité Organizador del Mundial de Fútbol  Gay en Argentina – Buenos Aires 2007
- Miembro Fundador de la Coalición de Organismos No Gubernamentales con Trabajo en Sida de la República Argentina.
- Miembro Fundador de la Red de Educadores para la Salud de la Ciudad de Rosario
- Fundador de la Consultoría en Salud del Centro de Salud “Las Flores”, Secretaría de Salud Pública de la Municipalidad de Rosario.
- Miembro de la Coordinadora de Trabajo Carcelario de la Ciudad de Rosario.
- Miembro de la Cruz Roja Argentina – Filial Rosario
- Miembro del COPRES - Comité de Prevención del Sida
- Miembro del OFES ( Organización de Familiares Enfrentando al Sida) 1992-1993

## Premios y Reconocimientos
- Premio “Martín Fierro” otorgado por la Fundación Judía-Argentina para el fomento en el país de la Educación y la Salud – Buenos Aires, 1988.
- Ternado por la Cámara Júnior de Rosario (CJR), adherida a la Júnior Chamber International, como Joven Sobresaliente de la Provincia de Santa Fe en Liderazgo Moral – Ciudad de Rosario, 1992.
- Premio Humanitario Nexo, por su destacada labor en la defensa y promoción de los Derechos Humanos de las Minorías Sexuales – Ciudad Autónoma de Buenos Aires, 1996.
- Premio Tudor 1997 por el destacado trabajo en la prevención y la asistencia del vih/sida y la promoción de los derechos humanos de las personas que conviven con vih/sida – Ciudad de Santa Fe, Argentina, junio de 1997.
- Premio Bunker 1998 a la Dignidad Gay, en reconocimiento al trabajo y la lucha contra la discriminación, Ciudad de Rosario, Santa Fe, junio de 1998
- Premio Osos de Buenos Aires 1999, por la trayectoria y el trabajo en la defensa y promoción de los Derechos Humanos y Civiles de la Comunidad Homosexual en nuestro país, Ciudad Autónoma de Buenos Aires, noviembre de 1999.
- Premio Compromiso 2004, en reconocimiento al compromiso por el respeto y la promoción de los derechos humanos, Fundación Buenos Aires Sida, Ciudad Autónoma de Buenos Aires, mayo de 2004.
- Premio GNETWORK 2018 por el activismo y defensa de los derechos LGBTI otorgado por la Cámara de Comercio Gay y Lésbica Argentina (CCGLAR) en la 11° Conferencia Internacional de Negocios y Turismo LGBT, Buenos Aires, Argentina, agosto de 2018.
- Diploma de Honor del Senado de la Nación Argentina en reconocimiento por su aporte en la Jornada sobre ”Reforma integral de la Ley 23.798 VIH/sida, Buenos Aires, Argentina, septiembre de 2018.
- Declaración como Institución Distinguida de la Ciudad de Rosario al Colectivo Arco Iris en reconocimiento a su invalorable aporte a la defensa y ampliación de los derechos de la comunidad LGBT, Decreto 52.415 del 24 de mayo de 2018 del Honorable Concejo Municipal de Rosario, Palacio Vasallo, Ciudad de Rosario, julio de 2018.
- Declaración como personalidad destacada de los Derechos Humanos, al Dr. Pedro Aníbal Paradiso Sottile por su incluadicable labor y compromiso en la lucha por los derechos de la comunidad lgbtiq+